# Scientific American
Scientific American je ameriška poljudnoznanstvena revija, specializirana za področji naravoslovja in tehnike, ki izhaja pod okriljem založnika Springer Nature.
Publikacijo je leta 1845 ustanovil izumitelj Rufus M. Porter, ki si jo je zamislil kot tedensko poročilo o novih izumih in patentih iz ameriškega patentnega urada, sprva v obliki okrožnice na enem tiskanem listu. Sčasoma je razširila format in se preusmerila na poročanje o znanosti ter pridobila na ugledu, v njej so objavljali najvidnejši znanstveniki, kot je Albert Einstein. Zdaj velja za najstarejši mesečnik v ZDA z neprekinjenim izhajanjem in eno najuglednejših poljudnoznanstvenih revij na svetu.
Poleg domače izdaje izhaja še 18 mednarodnih.